# Emin Bayram
Emin Bayram (Istanbul, 2 aprile 2003) è un calciatore turco, difensore del Westerlo.

## Carriera

### Club
Bayram è cresciuto nel settore giovanile del Galatasaray dove ha debuttato in prima squadra il 4 dicembre 2019 nell'incontro di Türkiye Kupası perso 2-0 contro il Tuzlaspor. Il 1º febbraio 2021 è stato ceduto in prestito al Boluspor in TFF 1. Lig, trasferimento esteso anche per tutta la stagione successiva.
Rientrato al Galatasaray, è rimasto in prima squadra per tutta la stagione 2022-2023, dove però ha faticato a trovare spazio. La stagione seguente è stato prestato in Belgio al Westerlo.

### Nazionale
Ha giocato nelle nazionali giovanili turche Under-15, Under-16, Under-17, Under-19 ed Under-21.

## Statistiche

### Presenze e reti nei club
Statistiche aggiornate al 16 dicembre 2023.
| Stagione        | Squadra         | Campionato      | Campionato | Campionato | Coppe nazionali | Coppe nazionali | Coppe nazionali | Coppe continentali | Coppe continentali | Coppe continentali | Altre coppe | Altre coppe | Altre coppe | Totale | Totale | Totale |
| Stagione        | Squadra         | Comp            | Pres       | Reti       | Comp            | Pres            | Reti            | Comp               | Pres               | Reti               | Comp        | Pres        | Reti        | Pres   | Reti   |        |
| --------------- | --------------- | --------------- | ---------- | ---------- | --------------- | --------------- | --------------- | ------------------ | ------------------ | ------------------ | ----------- | ----------- | ----------- | ------ | ------ | ------ |
| 2019-2020       | Galatasaray     | SL              | 4          | 0          | CT              | 1               | 0               | UCL                | 0                  | 0                  |             | -           | -           | 5      | 0      |        |
| 2020-gen. 2021  | Galatasaray     | SL              | 2          | 0          | CT              | 1               | 0               | UEL                | 0                  | 0                  |             | -           | -           | 2      | 0      |        |
| gen.-giu. 2021  | Boluspor        | 1L              | 10         | 0          | CT              | 0               | 0               |                    | -                  | -                  |             | -           | -           | 10     | 0      |        |
| 2021-2022       | Boluspor        | 1L              | 29         | 2          | CT              | 1               | 0               |                    | -                  | -                  |             | -           | -           | 30     | 2      |        |
| 2022-2023       | Galatasaray     | SL              | 7          | 0          | CT              | 4               | 0               |                    | -                  | -                  |             | -           | -           | 11     | 0      |        |
| ago. 2023       | Galatasaray     | SL              | 0          | 0          | CT              | 0               | 0               | UCL                | 1                  | 0                  |             | -           | -           | 1      | 0      |        |
| 2023-2024       | Westerlo        | D1              | 12         | 1          | CB              | 1               | 0               |                    | -                  | -                  |             | -           | -           | 13     | 1      |        |
| Totale carriera | Totale carriera | Totale carriera | 64         | 3          |                 | 8               | 0               |                    | 1                  | 0                  |             | -           | -           | 73     | 3      |        |

## Palmarès

### Club

#### Competizioni nazionali
- Campionato turco: 1

Galatasaray: 2022-2023
- Supercoppa di Turchia: 1

Galatasaray: 2019